# Pedicia gaudens
Pedicia (Pedicia) gaudens là một loài ruồi trong họ Pediciidae. Chúng phân bố ở vùng sinh thái Palearctic.